# Японська міфологія

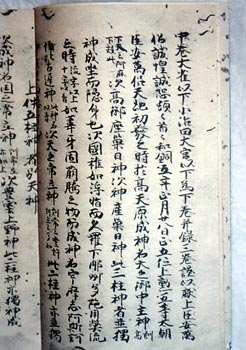
Книга «Кодзікі»

Японська міфологія — це система сакральних знань, включаючи традиції синтоїзму і буддизму, а також народні повір'я. Релігія сінто містить величезну кількість камі (яп. 神 "божество" або "дух"), котрі задіяні в міфології.
Більша частина японських міфів,  відома завдяки «Кодзікі», «Ніхон сьокі» та деяким додатковим джерелам. «Кодзікі», або «Записи про діяння давнини» — давніше на сьогоднішній день зібрання міфів та легенд. «Сінтосю», датована XIV сторіччям, з буддистської точки зору пояснює як з'явилися боги, а епічна поема «Хоцума Цутае» містить альтернативні версії міфів.
Японська міфологія прямо пов'язана з культом імператора: імператорська родина традиційно вважається першим нащадком перших богів. Японське слово тенно (天皇), імператор, буквально значить «божественний (або небесний) правитель».

## Ідзанагі та Ідзанамі
Міфологія Японії містить велику кількість божеств (це закріплено в приказці «Японія — країна восьми мільйонів божеств»). Імена багатьох з них дуже довгі. Наприклад, Нінігі —Аме-Нігісікугі-Нігісімацухіко-Хіконо-но-Ніігі-но-Мікото, що зазвичай скорочується як Хікохо-но-Нінігі або Хоно-Нінігі.
Перше покоління богів призвало Ідзанагі та його майбутню наречену Ідзанамі, щоб ті створили землю. Їм була дана прикрашена коштовним камінням нагіната — зброя, яку прийнято називати алебардою. Нагіната мала назву Аманонухоко, тобто «Божественна алебарда з коштовним камінням». Ідзанагі та Ідзанамі вирушили на міст, що поєднував небо та землю (Аменокіхасі), й почати змішувати алебардою морські води, коли ж з алебарди почали падати солоні краплі, вони утворили острів Оногоро («той, що сам загуснув»). Потім боги спустилися з небесного мосту і оселилися на тому острові. Згодом, коли Ідзанагі та Ідзанамі вирішили одружитися, вони збудували палац Яхіродоно («великий палац»). Під час шлюбної церемонії Ідзанамі, жінка, першою привітала Ідзанагі. Хоча він сприйняв це як не зовсім пристойне, одруження все одно відбулося. Ідзанамі з Ідзанагі були першими з богів, хто міг народжувати інші божества. У них народилися двоє: Хіруко й Авасіма, але вони були некрасиві. Ідзанагі та Ідзанамі поклали дітей в човен й випустили в море, а потім звернулися до інших богів з питанням, що вони зробили не так. Боги відповіли, що під час шлюбної церемонії першим повинен був заговорити чоловік. Ідзанамі та Ідзанагі повторили обряд одруження, і з тих пір союз став щасливим.
Від них була народжена Оясіма, велика вісімка островів:
- Авадзі
- Ійо (згодом Сікоку)
- Окі
- Цукусі (згодом Кюсю)
- Ікі
- Цусіма
- Садо
- Ямато (згодом Хонсю)

(Хоккайдо, Тісіма і Окінава в давні часи не вважалися частиною Японії)
Потім народилося ще шестеро островів та багато богів. Останнім є бог вогню Кагуцуті (або Хомусубі), народження якого опалило лоно Ідзанамі, і вона померла — згідно з міфом, вирушила до царства мертвих Йомі-но куні. Розлючений Ідзанагі вбив Кагуцуті, що породило ще декілька богів.

## Йомі, підземне царство
Вбитий горем Ідзанагі вирушив до Підземного царства Йомі, щоб повернути свою жінку. Виявилося, що між земним та підземним світом нема різниці, окрім вічної темряви, хоча цього виявилося достатньо, щоб Ідзанагі страждав через відсутність світла та сумував за життям нагорі. Спочатку він навіть не міг побачити Ідзанамі, котру вкривали тіні. Нарешті він знайшов жінку, але вона вже скуштувала страви царства померлих та назавжди стала його мешканцем.
Ідзанагі відмовився залишити Ідзанамі. Тоді вона погодилась повернутися в світ живих, але хотіла спочатку відпочити деякий час, тому пішла до опочивальні та попросила чоловіка не заходити.  Ідзанагі чекав доволі довго, але потім не витримав, зайшов до її покоїв та запалив смолоскип. Він побачив, що колись прекрасне тіло Ідзанамі перетворилося в зогнилий труп, вкритий личинками та іншими огидними створіннями. Ідзанагі  в жаху закричав та втік з підземного світу, а вхід туди завалив каменем. Зачинена Ідзанамі від люті кричала, що помститься і буде щодня забирати по 1000 живих людей, а Ідзанагі відповів, що в такому разі він буде кожен день давати життя 1500 людям.
Так з'явилася Смерть.

## Сонце, Місяць та Море
Ідзанагі побував в Йомі, після чого вирішив зробити обряд очищення. Він почав роздягатися та знімати з тіла прикраси, і кожна коштовність, впавши на землю, народжувала божество. Ще більшу їх кількість було створено під час обмивання обличчя. Найважливіші боги:
- Аматерасу (уособлення Сонця) — від лівого ока,
- Цукуйомі (уособлення Місяця) — від правого ока,
- Сусаноо (уособлення штормів та володар моря) — з носа.

Ідзанагі поділив світ між ними. Аматерасу отримує у володіння «рівнину високого неба» та становиться головним божеством пантеону, покровителькою землеробства. Цукуйомі став володіти нічним часом та Місяцем, а Сусаноо було довірено морський простір. По деяких версіях міфу Сусаноо також володарює стихіями, в тому числі снігом та градом.

## Аматерасу та Сусаноо
Аматерасу, покровителька Сонця, — найвідоміша богиня усієї японської міфології. Її ворожнеча з братом Сусаноо описується в декількох сказаннях. Так, в одній з легенд, Сусаноо поводився по відношенню до Ідзанагі. Ідзанагі, втомлений від нескінченних причіпок Сусаноо, вигнав його в Йомі. Сусаноо неохоче погодився, але перед тим вирушив на небесні поля Такаманохара, щоб попрощатися з сестрою. Аматерасу одразу наповнилася підозрами, тому що не вірила в добрі наміри брата та добре знала його характер.
```

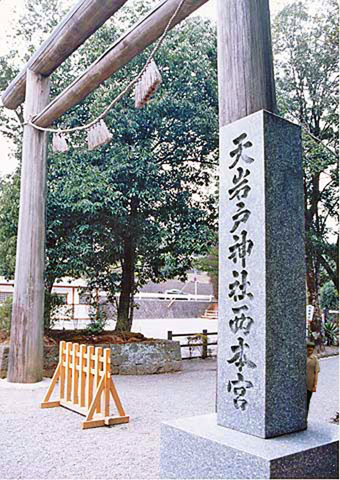
Торії в храмі Ама-но-Івато, Такатіхо, префектура Міядзакі

—З якою метою ти прийшов сюди? —спитала Аматерасу.
—Щоб попрощатися, — відповів Сусаноо.
```

Аматерасу не повірила цим словам і вимагала влаштувати змагання, перевіряюче чесність Сусаноо. Перемагав той бог, який зможе дати життя більш благородним і богоподібним дітям. Аматерасу зробила чотирьох жінок з меча Сусаноо, а Сусаноо — п'ятьох чоловіків з ланцюжка своєї сестри. Аматерасу заявила, що через те, що ланцюжок належить їй, то й чоловіків слід віднести на її рахунок, тобто жінки є породженнями Сусаноо.
Розлючений Сусаноо робить ряд проступків, вважавшихся найважкішими гріхами, в тому числі, здирає шкіру з живого коня (священна тварина для Аматерасу). Аматерасу втекла, заховалася в печері Ама-но-Івато (яп. 天岩戸 - Печера сонячного бога) і увесь світ занурився в темряву. Лише хитрістю Аме-но-Удзуме вдалося розвеселити Аматерасу й визволити з печери. З тих пір Аме-но-Удзуме, вважавшаяся богинею розваг, стала відома як богиня світанку